# 싸이파이터
싸이파이터(Sci-fighters)는 캐나다에서 제작된 피터 스바텍 감독의 1996년 SF 영화이다. 로디 파이퍼 등이 주연으로 출연하였고 대니 로스너 등이 제작에 참여하였다.
2009년 미국 보스턴에서 촬영되었다.

## 출연

### 주연
- 로디 파이퍼
- 제인 헤이트미어
- 빌리 드라고

### 조연
- 타이론 벤스킨
- 카렌 엘킨
- 칩 취프카
- 릭키 메이브

## 제작진
- 미술: 마이클 드바인
- 의상: 클레어 나돈
- 배역: 앤드리아 케년